# CS Film

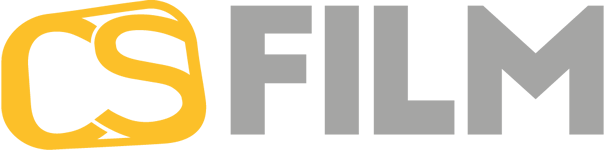
Logo CS Film

CS Film - filmowy kanał telewizyjny nadający w Czechach.
Kanał rozpoczął nadawanie w 2004 r.